# 小曽根喜一郎
小曽根 喜一郎（小曾根、おぞね きいちろう、1856年8月30日（安政3年8月1日） - 1937年（昭和12年）3月31日）は、明治から昭和時代初期の実業家、社会運動家。旧姓は松本、幼名は直太郎。「喜一郎」は小曽根家当主の通称で、初代喜一郎（宣孝）は江戸時代に酒樽製造業「樽屋」を始め、二代喜一郎（宣豊）はその長男で、貸金業・貸家業も始めて財を成し、本項の喜一郎は三代目にあたる。

## 経歴
摂津国八部郡（現兵庫県神戸市）出身。松本庄太郎の長男、松本平兵衛の甥として生まれ、1877年（明治10年）3月、先代小曽根喜一郎の婿養子となり、1884年（明治17年）4月、先代の没後に家督を相続する。小曽根家は八部郡に土着し、農業やのちに酒樽製造業、土地売買を営み巨利を得た家系。ほか、雑貨商も営み、1915年（大正4年）時点で直接国税11,000円余を納め、兵庫県多額納税者に列した。
1896年（明治29年）川西清兵衛らと日本毛織を創立。また、同年大倉喜八郎とともに湊川改修会社を設立し、翌年より改修工事を進め、新開地を拓いた。ほか、日本羽二重社長、帝国水産取締役会長、阪神電気鉄道、九州電気軌道、東洋捕鯨、大安生命保険各取締役、神戸海上運送火災保険、兵庫電気軌道、富士身延鉄道各監査役、第一ラミー紡績代表取締役、神戸商業銀行、長崎電気軌道、九州土地、神戸生糸、京都火災保険、阪神土地、日本酒造、大日本蚕糸紡績各取締役、富国徴兵保険監査役など多数の会社重役を歴任した。
さらに社会運動家として神戸報国義会を運営し、育児院、施療院などを運営し公共福祉の発展に尽瘁した。

## 親族
- 長男：小曽根貞松（実業家）[5]